# Síndrome de fatiga crónica
La Encefalomielitis Miálgica, o síndrome de fatiga crónica (SFC), (EM/SFC) o enfermedad sistémica de intolerancia al esfuerzo (ESIE), es una enfermedad crónica aún no del todo conocida y compleja que se caracteriza por la fatiga persistente, colapso post esfuerzo y la presencia de dificultades cognitivas, sin una causa clara.
Ha sido clasificada en el año 2024 en el CIE-E como enfermedad neurológica G93.32.
Puede afectar de manera gradual al sistema inmunitario, el neurológico, el cardiovascular y el endocrino, y cuya peculiaridad nociva es causar fatiga intensa, febrícula o fiebre, sueño no reparador, intolerancia a la luz (fotofobia), al sonido (hiperacusia) y a los cambios de temperatura, cefalea, dolor muscular y en las articulaciones, sensación de estado gripal permanente, faringitis crónica, dificultades de concentración y pérdida de la memoria reciente, desorientación espacial, intolerancia al estrés emocional y a la actividad física, entre otras manifestaciones.
No es una enfermedad psicológica ni psiquiátrica, sino un trastorno con clara base orgánica, cuyas causas se relacionan a síndromes post virales. Hasta hace menos de una década no se conocían con claridad las causas pero las recientes investigaciones realizadas a partir del COVID 19 han podido relacionar la enfermedad diractamente al síndrome post viral. A pesar de ello, muchos funcionarios aún la tratan como una enfermedad psicosomática que deja en situación de vulnerabilidad a muchos pacientes.

## Clasificación
Actualmente la enfermedad ya ha sido clasificada como neurológica dentro del grupo G93.3 del CIE, Síndromes de fatiga posviral y relacionados. Existe una corriente para englobar la fibromialgia, el síndrome de fatiga crónica y otros síndromes relacionados dentro de una categoría llamada síndromes por sensibilización central, también conocida por sus siglas en inglés CSS, en las que se da una hiperexcitación de ciertos grupos de neuronas, especialmente aquellas relacionadas con la sensación de dolor. Los defensores de esta tesis, abogan por la utilización del concepto de CSS como un nuevo paradigma que sería de utilidad para enfocar la explicación y el diagnóstico de la encefalomielitis miálgica y de enfermedades como la fibromialgia que se presentan con frecuencia como comorbilidades en estos pacientes. Sin embargo ante los nuevos avances y recientes descubrimientos con relación al origen viral, la Encefalomielitis Mialgica ha podido ser clasificada como enfermedad neurológica. 
Una reciente Resolución del Parlamento Europeo, de 18 de junio de 2020, sobre la financiación adicional para la investigación biomédica de la encefalomielitis miálgica (2020/2580(RSP)) que ha sido positiva y que puede ser consultada online (https://www.europarl.europa.eu/doceo/document/TA-9-2020-0140_ES.pdf) ha sido un gran avance para los pacientes y familias de que sufren esta enfermedad y su estigmatización social.

## Epidemiología
Actualmente, se estima que la enfermedad afecta alrededor de un 0,5 % de la población mundial y que la proporción por sexos es de un 1,5 superior en mujeres que en varones. Se trata de una enfermedad que puede manifestarse desde formas leves hasta extremadamente graves.
Suele presentarse en comorbilidad con fibromialgia, síndrome de Ehlers-Danlos, síndrome del intestino irritable, síndrome de Sjögren y sensibilidad química múltiple.
Aunque no se considera una enfermedad mortal en sí misma, es probable que exista un número elevado de decesos debidos a ella, ya que las causas de la muerte de estos enfermos suelen estar ligadas a fallo cardíaco, cáncer o suicidio, por lo que es difícil reconocerlas en su origen.

## Etiología
A pesar de los numerosos estudios realizados a nivel internacional, la patogénesis del síndrome de fatiga crónica está lejos de ser totalmente aclaradas. No obstante, actualmente una serie de estudios han demostrado que el estrés oxidativo es un componente de la enfermedad, aunque no se ha determinado si los daños oxidativos son la causa o el efecto.
La etiología comienza a ser un hecho innegable como síndrome posviral o infeccioso gracias a los avances médicos y la investigación financiada por múltiples organismos internacionales, incluyendo a la Comisión Europea que dotó de medios económicos para las investigaciones biomédicas en relación con la Encefalomielitis Miálgica, dependiente del Parlamento Europeo.
En el año 2001, un estudio publicó que la elevación de peroxinitritos y del óxido nítrico (NO) podría ser el nexo común en la etiología del síndrome de fatiga crónica, la sensibilidad química múltiple y el estrés postraumático.
En octubre de 2009, un estudio estadounidense comunicaba la posibilidad de que un retrovirus denominado XMRV fuera el agente desencadenante, concitando el interés de la comunidad científica internacional. Estudios independientes realizados en diversos países han concluido que no hay ninguna asociación entre el virus y el síndrome de fatiga crónica y atribuyen los primeros resultados a una contaminación de las muestras en el laboratorio y errores en el protocolo.
Hace veinte años se le llamó la gripe del yuppie, pues se pensó que afectaba especialmente a jóvenes profesionales urbanos, entre 20 y 40 años, que sufrían de agotamiento por estrés. Posteriormente se pensó que se trataba de una infección crónica del virus de Epstein-Barr, causante de la llamada mononucleosis infecciosa o "enfermedad del beso".
Más tarde se propuso un sobrecrecimiento intestinal infeccioso del hongo Candida albicans (candidiasis), fruto del estilo de vida estresante, la inadecuada alimentación rica en azúcares e hidratos de carbono de absorción rápida, el exceso de consumo de antibióticos y corticoides, etc. No obstante, no existen datos objetivos sobre esta hipótesis. Sus defensores asumen que las toxinas producidas por los hongos pueden desencadenar el síndrome de fatiga crónica y que tales infecciones crónicas o recurrentes pueden ser causadas por un reservorio intestinal de levaduras. Los opositores de esta teoría, sin embargo, señalan que no hay datos concretos sobre el significado patogénico de un reservorio intestinal de levaduras. Asimismo, los estudios controlados no han demostrado la eficacia del tratamiento antifúngico.
Otras teorías señalan a los pesticidas o agentes químicos tóxicos ambientales y alimentarios excesivos en las sociedades industrializadas (intoxicaciones por insecticidas organofosforados, disolventes y por monóxido de carbono).
También se ha considerado asociado a situaciones de alteración del ritmo o calidad del sueño y de estrés psicológico intenso como el mobbing y el trastorno por estrés postraumático. Incluso a situaciones de hipersensibilidad ambiental como la sensibilidad química múltiple, el síndrome del edificio enfermo y el síndrome de la Guerra del Golfo.
En años anteriores se ha buscado una relación entre el SFC con los siguientes microorganismos, y si bien no había evidencia clara de la asociación del síndrome de fatiga crónica con patologías infecciosas en la actualidad hay diversos estudios que relacionan directamente a la enfermedad con procesos virales y post virales, inluyendo al COVID-19 y al H1N1. También se han encotrado evidencias de relación con la enfermedad de Lyme y con algunos parásitos.
- H1N1.
- Epstein-Barr.
- Citomegalovirus.
- Toxoplasma gondii (Toxoplasmosis).
- Herpesvirus tipo 6 y 7.
- Parvovirus B19.
- Chlamydia.
- Mycoplasma.
- Hepatitis B y C.
- Borrelia burgdorferi (Enfermedad de Lyme).
- Brucelosis humana (Fiebre de Malta).
- Sífilis venérea (Lúes).[21][22][23]
- COVID-19.

## Cuadro clínico
Los afectados suelen declarar que se sienten como si hubieran contraído "una gripe que nunca se cura".
La sintomatología es muy variable en cuanto a su grado de gravedad y presentación temporal, desde estados de anormal fatiga prolongada con diversos síntomas de gripal a muy incapacitante enfermedad crónica con multitud de síntomas que pueden llegar a afectar a todo el cuerpo y postrar al enfermo en cama durante períodos muy largos, e incluso a una completa incapacidad de realizar actividad alguna durante años. Muchos pacientes terminan por salir muy poco de su casa por el alto grado de enfermedad y debilidad que sienten.
En casos graves, toda esta sintomatología puede presentarse: agotamiento muy profundo, dolores generalizados, sensación de debilidad al menor esfuerzo físico o mental, insomnio, pesadillas, sueño no reparador, despertar con frío, sudoración, tiritonas; intolerancia al frío y al calor, a los cambios de tiempo atmosférico o del grado de humedad, a la sequedad, al alcohol; hipersensibilidad a alimentos previamente tolerados, a olores fuertes, a perfumes, a vapores químicos como gasolina y disolventes, a aromas artificiales, a medicamentos o a sus excipientes; migraña, vértigo, sensación de mareo permanente, náuseas, diarreas, síndrome del intestino irritable, inflamación de vejiga, próstata, infecciones y molestias urinarias, genitales, infecciones respiratorias, infección de senos paranasales, rinitis crónica, alteraciones hepáticas frecuentes, problemas de digestión de las grasas e hidratos de carbono, taquicardias, síntomas y signos de fatiga cardíaca, empeoramiento grave al hacer ejercicio, incapacidad de permanecer de pie o de caminar durante periodos cada vez más cortos, intolerancia ortostática con sensación de síncope, asfixia o taquicardia, normalmente a causa del fallo en el sistema nervioso autónomo que estos pacientes suelen presentar (disautonomía), normalmente confirmado en pruebas de mesa basculante.
Los síntomas cognitivos, mentales y emocionales pueden ser muy variados también. Pueden presentar importantes déficits en la capacidad de concentración, la atención, el aprendizaje, las habilidades matemáticas; pueden perder sus capacidades en pruebas psicotécnicas y mostrar un cociente de inteligencia muy inferior al que tenían antes de enfermar. Emocionalmente, pueden mostrarse deprimidos, angustiados, experimentando gran ansiedad y a veces crisis de angustia al sentirse incomprendidos. Todos estos trastornos son consecuencia de la enfermedad y no al contrario.

## Evolución
El inicio puede ser súbito, similar a un brote vírico o de gripe "que nunca se cura" o insidioso. Es frecuente que inicie tras un período de estrés emocional, un accidente con traumatismo o una intoxicación. La evolución hacia el empeoramiento puede durar años, hasta que llegan al mismo punto que los que adquirieron la enfermedad súbitamente y comparten toda la sintomatología, características y peculiaridades sin distinción ninguna. Tanto unos como otros suelen demorar años en obtener un diagnóstico, y mientras son mal diagnosticados de depresión, ansiedad, insomnio, astenia, neurastenia o estrés.
Hay casos en que los síntomas desaparecen durante algún tiempo, días o semanas, pero la enfermedad es crónica y recurrente, y apenas un 5 % de los enfermos se recupera completamente. Normalmente, cuanto más tiempo transcurre sin mejoría peor es el pronóstico de recuperación. También la edad del paciente es un factor importante y tienen mejores perspectivas de recuperación los pacientes más jóvenes.[cita requerida]
Generalmente, los pacientes visitan múltiples especialistas, terapeutas alternativos, prueban todo tipo de medicamentos, remedios, suplementos, hierbas, vitaminas, modifican su dieta, viajan maltrechos a visitar otros médicos y terapeutas lejanos de los que les han hablado, gastan mucho dinero en todo ello, y suelen obtener poco rendimiento, pues apenas logran mejorías significativas.
Los pacientes con Encefalomielitis Miálgica presentan un cuadro clínico de tal severidad y sufrimiento debido a la gravedad sintomática, deterioro, limitaciones asociadas al cuadro debilitante de la enfermedad, que se plantean la muerte como fin al sufrimiento. La tasa de suicidios en mucho más elevada que en otras poblaciones que padecen enfermedades incluyendo al cáncer, y el 12,75 % de estos enfermos tienen riesgo de suicidio. El estudio publicado por UVaDOC (http://uvadoc.uva.es/handle/10324/13868) no solo demostró el nivel de sufrimiento y padecimiento, abrió la puerta a más estudios al respecto. La ideación suicida en estos pacientes es la consideración de la muerte como el final de su sufrimiento debido a los diversos factores que contribuyen a ello:
- Síntomas graves y persistentes.
- Agotamiento físico y mental.
- Exacerbación sintomática ante esfuerzos mínimos, ya sean físicos o mentales.
- Aislamiento social y estigma.
- Tensión financiera provocada por la incapacidad para continuar con su situación laboral, y la falta de consideración de la invalidez asociada a desconocimiento médico de la enfermedad a pesar de los actuales avances.
- Riesgos cardiovaculares.
- Alteraciones inmunitarias con riesgo de complicaciones.
- Disautonomía.
- Calidad de vida: Estudios han demostrado que la calidad de vida de estos pacientes en relación con la salud, es sustancialmente menor que la de los pacientes con otras enfermedades crónicas como la depresión, la esquizofrenia, la insuficiencia renal crónica y diversos tipos de cáncer.

## Diagnóstico
El enfoque general de un paciente con fatiga crónica incluye la realización de una historia clínica completa y un examen físico, centrándose en la identificación de los síntomas más molestos y aquellos que pueden indicar una enfermedad subyacente más seria, según las directrices del Instituto Nacional de Excelencia para la Salud y los Cuidados (NICE, por sus siglas en inglés). Otra parte importante es el examen del estado mental, incluyendo la evaluación de la depresión, que está presente en el 39-47 % de los pacientes con SFC.
No hay pruebas de laboratorio que se puedan utilizar para diagnosticar el SFC. No obstante, son necesarias para descartar otras causas de fatiga. Los Centros para el Control y Prevención de Enfermedades (CDC, por sus siglas en inglés) y el NICE recomiendan un conjunto mínimo de pruebas para los pacientes que presentan fatiga crónica.
El CDC recomienda la realización de análisis de orina, hemograma completo, panel metabólico integral y medición de los niveles de fósforo, hormona estimulante de la tiroides (TSH) y proteína C reactiva.
El NICE también recomienda la determinación de los niveles de anticuerpos antiendomisio del tipo IgA para la detección de la enfermedad celíaca, la cual puede cursar principalmente con síntomas neurológicos y sin ningún síntoma digestivo. No obstante, la negatividad de los anticuerpos no descarta la enfermedad celíaca. Asimismo, la fatiga crónica es un síntoma que puede ser provocado por la sensibilidad al gluten no celíaca, en la que todas las pruebas para enfermedad celíaca son negativas pero el paciente mejora al retirar el gluten de la alimentación.
Si se indica por la historia o el examen físico, el NICE también recomienda la detección de drogas en orina, pruebas de factor reumatoide y niveles de anticuerpos antinucleares (ANAs). Los títulos virales no se recomiendan a menos que la historia del paciente sea sugerente de un proceso infeccioso, puesto que no confirman ni descartan el diagnóstico de SFC.

### Criterios diagnósticos
Ocho conjuntos de criterios diagnósticos se han publicado a lo largo de los años para el diagnóstico del síndrome de fatiga crónica. Entre ellos, destacan los criterios de Fukuda de 1994 (que han sido los más ampliamente utilizados tanto en investigación como en la práctica clínica diaria) y los más recientes, elaborados por la Academia Nacional de Medicina de Estados Unidos en 2015. Sin embargo, no existe consenso sobre qué conjunto de criterios de todos los publicados hasta la fecha describe con más precisión a las personas que sufren este síndrome. Asimismo, ninguno de ellos ha sido probado adecuadamente para determinar si se está realizando un correcto diagnóstico diferencial con otras enfermedades que producen síntomas similares a los encontrados en las personas con el síndrome de fatiga crónica.

#### Criterios diagnósticos de Fukuda (1994)
Presencia de los dos criterios siguientes:
1. Fatiga crónica persistente (duración de 6 meses como mínimo), o intermitente, no explicada, que aparece de nuevo o con un inicio definido, y que no es el resultado de esfuerzos recientes. Dicha fatiga no mejora claramente con el descanso, y ocasiona una reducción considerable de los niveles previstos de actividad cotidiana del paciente.
2. Exclusión de otras enfermedades potencialmente causantes de fatiga crónica.

De forma concurrente, deben estar presentes cuatro o más signos o síntomas de la siguiente lista, todos ellos con una duración de 6 meses o más, y posteriores a la presentación de la fatiga:
1. Trastornos de concentración o memoria.
2. Odinofagia (dolor de garganta producido al tragar).
3. Adenopatías axilares o cervicales dolorosas.
4. Mialgias (dolores musculares).
5. Poliartralgias (dolor de varias articulaciones), sin signos inflamatorios.
6. Cefalea (dolor de cabeza) de inicio reciente o de características diferentes de lo habitual.
7. Sueño no reparador.
8. Malestar postesfuerzo de duración superior a 24 horas.

#### Criterios de consenso canadiense (2006)
Según estos criterios, un paciente con EM/SFC tiene que presentar fatiga, malestar o fatiga postesfuerzo, disfunción de sueño y dolor; debe tener dos o más manifestaciones neurológicas/cognitivas y uno o más síntomas de dos de las categorías de manifestaciones autonómicas, neuroendocrinas e inmunes; y cumplir el ítem 7.
1. Fatiga: El paciente tiene que tener un grado significante de fatiga física y mental de comienzo nuevo, inexplicada, persistente o recurrente que reduce substancialmente el nivel de actividades.
2. Malestar y/o Fatiga postesfuerzo: Hay una inapropiada pérdida del vigor físico y mental, rápida fatigabilidad muscular y cognitiva, malestar o fatiga o dolor postesfuerzo y una tendencia a que empeoren los otros síntomas asociados dentro del conjunto de síntomas del paciente. Hay un periodo de recuperación patológicamente lento, usualmente 24 horas o más.
3. Trastorno del sueño: Existe un sueño no reparador o se presentan alteraciones de la cantidad o ritmos invertidos o caóticos de sueño diurno
4. Dolor: Hay un grado significante de mialgias. Se puede experimentar dolor en los músculos o articulaciones y a menudo es de naturaleza generalizada y migratoria. A menudo se presentan significativos dolores de cabeza de un nuevo tipo, patrón o gravedad.
5. Manifestaciones neurológicas/cognitivas: Dos o más de las siguientes dificultades deben estar presentes: confusión, deterioro de la concentración y de la consolidación de la memoria a corto plazo, desorientación,  dificultades con el procesamiento de información, catalogación y encuentro de palabras y alteraciones perceptuales y sensoriales, p. ej., inestabilidad espacial y desorientación e incapacidad para enfocar la vista. Son comunes la ataxia, debilidad muscular y fasciculaciones. Puede haber fenómenos de sobrecarga cognitiva, sensorial —p. ej., fotofobia e hipersensibilidad al ruido o sobrecarga emocional, que puede llevar a periodos de “crash” o ansiedad—.
6. Al menos un síntoma de dos de las siguientes categorías:
  1. Manifestaciones autonómicas: intolerancia ortostática–Hipotensión Neuralmente Mediada (HNM), síndrome de taquicardia ortostática postural (POTS), hipotensión postural retardada; inestabilidad cefálica; palidez extrema; náusea y síndrome del intestino irritable; frecuencia urinaria y disfunción de vejiga; palpitaciones con o sin arritmias cardiacas; disnea postesfuerzo.
  2. Manifestaciones neuroendocrinas: pérdida de la estabilidad termostática– temperatura corporal baja y con marcadas fluctuaciones diurnas, episodios de sudoración, recurrentes sensaciones de fiebre y extremidades frías; intolerancia de las extremidades al frío y calor; marcados cambios de peso anorexia o apetito anormal; pérdida de adaptabilidad y empeoramiento de los síntomas con el estrés.
  3. Manifestaciones inmunes: nódulos linfáticos sensibles o dolorosos, dolor de garganta frecuente, síntomas similares a la gripe, malestar general, nuevas sensibilidades ante alimentos, medicamentos o productos químicos.
7. La enfermedad persiste al menos durante seis meses.

#### Criterios de Jason (2007)
En niños y adolescentes, existen los criterios de Jason (2007) para el diagnóstico clínico, si bien son necesarios estudios adicionales para su valoración. Desde el punto de vista práctico, es aconsejable utilizar también en estas edades criterios de adultos.

#### Criterios del Consenso Internacional (2011)
En estos criterios, se establece que el término "encefalomielitis miálgica" es más adecuado que la denominación de síndrome de fatiga crónica, basándose en las fuertes evidencias que apuntan a la existencia de una inflamación generalizada y una neuropatología multi-sistémica.
Estos criterios se desarrollan como sigue:
A.  Síntoma OBLIGATORIO: Agotamiento neuroinmune postesfuerzo
Una o más opciones dentro de la lista siguiente, según los criterios descritos arriba, indica que tienes agotamiento neuroinmune post-esfuerzo:
1. Marcada y rápida fatigabilidad física o cognitiva en respuesta al esfuerzo, que puede ser mínimo, como las actividades de la vida diaria o simples tareas mentales; puede ser debilitante y provocar una crisis.
2. Exacerbación de síntomas postesfuerzo: por ejemplo, agudos síntomas estilo gripe, dolor y empeoramiento de otros síntomas.
3. Agotamiento postesfuerzo que puede ocurrir inmediatamente después de la actividad, o no aparecer hasta horas o días más tarde.
4. El período de recuperación es prolongado, por lo general precisa 24 horas o más. Una crisis puede durar días, semanas o más.
5. Bajo umbral de fatigabilidad física y mental (falta de aguante) que se traduce en una reducción sustancial del nivel de actividades previo a la enfermedad.

B. Deterioro neurológico
Al menos un síntoma de tres de las cuatro categorías de síntomas siguientes
1. Deterioros neurocognitivos
  1. Dificultades para procesar información: pensamiento más lento, deterioro de la concentración ej. confusión, desorientación, sobrecarga cognitiva, dificultades para tomar decisiones, el habla más lenta, dislexia adquirida o por esfuerzo.
  2. Pérdida de memoria a corto plazo ej. Dificultades para recordar que uno quería decir, que estaba diciendo, encontrar palabras, recordar información, pobre memoria de trabajo.

2. Dolor
  1. Cefaleas
  2. Dolor significativo en músculos, uniones músculo-tendón, articulaciones, abdomen o pecho. Es de naturaleza no inflamatorio y a menudo migra.

3. Alteraciones del sueño
  1. Alteración de los patrones del sueño: ej. insomnio, prolongado sueño incluyendo siestas, dormir la mayor parte del día y estar despierto la mayor parte de la noche, frecuentes despertares, despertar mucho más temprano que antes de enfermar, sueños vívidos/pesadillas.
  2. Sueño no reparador

4. Alteraciones neurosensoriales, perceptuales y motoras
  1. Neurosensorial y perceptual: ej. Incapacidad para enfocar la visión, sensibilidad a luz, ruido, vibraciones, olores, sabores y tacto; deterioro de la percepción de la profundidad.
  2. Motora: ej. Debilidad muscular, espasmos, pobre coordinación, sentirse inestable sobre los pies, ataxia.

C. Alteraciones inmunes, gastrointestinales y genitourinarias
Al menos un síntoma de tres de las cinco categorías de síntomas siguientes
1. Síntomas estilo gripe pueden ser recurrentes o crónicos y se activan o empeoran típicamente con el esfuerzo. ej. dolor de garganta, sinusitis, nódulos linfáticos cervicales o axilares pueden agrandar o ser sensibles a la palpación.
2. Susceptibilidad a infecciones virales con prolongados periodos de recuperación.
3. Tracto gastrointestinal: ej. náusea, dolor abdominal, hinchazón, síndrome del intestino irritable.
4. Genitourinario: ej. Urgencia o frecuencia urinaria, nocturia.
5. Sensibilidades a alimentos, medicamentos, olores o productos químicos.

D. Alteraciones de producción/transporte de energía: Al menos un síntoma
1. Cardiovascular: ej. Incapacidad para tolerar postura vertical – intolerancia ortostática, hipotensión mediada neuralmente, síndrome de taquicardia ortostática postural, palpitaciones con o sin arritmias cardiacas, ligereza en cabeza/mareos.
2. Respiratorios: ej. Hambre de aire, dificultad para respirar, fatiga de los músculos de la pared torácica.
3. Pérdida de estabilidad termostática: ej. Temperatura corporal por debajo de lo normal, marcadas fluctuaciones diurnas; episodios de sudoración, recurrentes sensaciones febriles con o sin febrícula, extremidades frías.
4. Intolerancia a extremos de temperatura.

#### Criterios de la Academia Nacional de Medicina de Estados Unidos (2015)
En 2015, la Academia Nacional de Medicina de Estados Unidos realizaba un informe para los Centros para el Control y Prevención de Enfermedades en el que se sugería un cambio de nombre hacia una representación más fidedigna del síndrome y se recalcaba el carácter orgánico de la enfermedad, en contraposición a las teorías de una supuesta condición psicosomática. El nombre propuesto fue “Systemic Exertion Intolerance Disease” (SEID) que se traduce como Enfermedad Sistémica de Intolerancia al Esfuerzo. Esta definición respondía a la realidad común de los pacientes, clave en la enfermedad, el “Malestar post-esfuerzo” (PEM) también llamado bajo la clasificación de los consensos internacionales “Agotamiento Neuroinmune Post-Esfuerzo”. Este síntoma clave es recogido por los criterios diagnósticos presentados por la IOM como necesario para el diagnóstico.
La revisión concluye: "Está claro por la evidencia recopilada por el comité que el síndrome de fatiga crónica es una enfermedad seria, crónica, compleja y múltisistémica, que frecuente y dramáticamente limita las actividades de los pacientes afectados."
Establece que hay evidencia científica suficiente en estos aspectos: enfermedad discapacitante, fatiga profunda que no se alivia con descanso,  malestar post-esfuerzo, problemas cognitivos y procesamiento lento de la información, intolerancia ortostática, dolor, disfunción inmunitaria y respuesta anormal al Virus de Epstein-Barr.
Criterio diagnóstico propuesto para el SFC/EM:
El diagnóstico requiere que el paciente tenga los siguientes tres síntomas:
1. Una reducción o impedimento sustancial en la habilidad de realizar actividades ocupacionales, sociales o personales a niveles previos a la enfermedad, que persiste por más de 6 meses y es acompañada de fatiga, que es a menudo acusada, es de nueva aparición (no se ha sufrido en toda la vida), no es el resultado de extenuación por excesiva actividad y no se ve sustancialmente aliviada por el descanso.
2. Malestar post-ejercicio
3. Descanso no reparador

Al menos una de las dos manifestaciones siguientes es requerida también:
1. Impedimento cognitivo
2. Intolerancia ortostática

(La frecuencia y gravedad de los síntomas deben ser evaluadas. El diagnóstico de la EM/SFC debería ser puesto en duda si los pacientes no presentan estos síntomas al menos la mitad de las veces con intensidad moderada, sustancial o fuerte.)

## Tratamiento
El tratamiento del síndrome de fatiga crónica se centra inicialmente en la identificación y tratamiento de las enfermedades asociadas o subyacentes y el alivio de los síntomas, entre los cuales los más comunes son trastornos del sueño, depresión y dolor. Los pacientes precisan tomar períodos de descanso cuando sea necesario y practicar técnicas de relajación. Aunque no hay evidencia de que estas modalidades sean eficaces, es poco probable que sean nocivas y pueden ser beneficiosas.
No hay evidencia sustancial sobre la efectividad de dos de los tratamientos generalmente prescritos para el síndrome de fatiga crónica: las terapias cognitivo-conductuales (TCC) y la práctica de ejercicio físico gradual. Los efectos del primero suelen ser moderados y rara vez conducen a la resolución del SFC. El segundo de ellos puede incluso empeorar los síntomas si no se monitoriza adecuadamente para no alcanzar el nivel anaerobio.[cita requerida]No hay, sin embargo, evidencias claras con respecto al beneficio de la terapia con medicamentos en pacientes que no muestran depresión o trastornos de ansiedad comórbidos.

### Terapia cognitivo conductual
A pesar de haber sido un tratamiento propuesto como curativo, no hay evidencia que sostenga esta afirmación. 
En la actualidad,  el NICE solo recomienda la TCC como ayuda para afrontar la angustia que causa la enfermedad. Las directrices enfatizan que la TCC para personas con EM/SFC no debe asumir que sean creencias inútiles las que causan su enfermedad y no la presentan como curativa. De manera similar, los CDC dejaron de recomendar la TCC como tratamiento en 2017 y, en su lugar, recomendaron asesoramiento como método de afrontamiento.
Ciertos tipos de TCC para EM/SFC se han aplicado según la idea de que las personas con EM/SFC creen erróneamente que su enfermedad es física. Según este modelo, sería su miedo a desencadenar síntomas el que prolonga su enfermedad, creando un círcullo vicioso de evitar la actividad y volverse menos activo físicamente. Este modelo ha sido criticado por carecer de evidencia y estar en desacuerdo con los cambios biológicos asociados con EM/SFC. El uso de este tipo de TCC ha sido controvertido, y NICE eliminó su recomendación para esta forma en 2021.

### Ejercicio físico gradual
Esta terapia implica un aumento gradual de la actividad física, con la esperanza de una mejora creciente de la función. No hay  evidencias suficientes sobre su eficacia para mejorar las medidas de cansancio y funcionamiento físico en
pacientes con SFC. La confusión al respecto surge de la errónea relación que se hizo de la enfermedad con la Fibromialgia. Si bien comparten signo-sintomatología, el colapso post esfuerzo es indicativo diferencial para el diagnóstico de la EM/SFC  Varios estudios concluyeron que la terapia de ejercicio gradual fue tan eficaz como la terapia cognitivo-conductual (TCC) para la fatiga y otros aspectos del deterioro funcional, a excepción de los participantes con depresión. En la actualidad y según resultado de las nuevas investigaciones en la encefalomielitis miálgica el ejercicio de intensidad, e incluso el "normal" estarían contraindicados.
Es importante considerar que realizar un sobreesfuerzo puede empeorar la evolución del SFC. Asimismo, existe alguna evidencia de que los efectos positivos de la terapia de ejercicio gradual no se correlacionan con el aumento de la capacidad de ejercicio, lo cual sugiere que los beneficios de esta técnica, como en el caso de la TCC, tienen más que ver con la influencia sobre el comportamiento.
La combinación del ejercicio físico gradual con otras estrategias, tales como tratamiento farmacológico sintomático, educación y TCC ha mostrado una efectividad moderada.

### Controversia: Terapia cognitivo-conductual y ejercicio gradual
El estudio clave para la difusión y consagración de estos tratamientos ha sido el polémico ensayo PACE, un ensayo que comparaba cuatro posibles tratamientos para el SFC/EM entre los que destacaban por sus resultados positivos tanto la Terapia Cognitivo-Conductual como el Ejercicio Gradual. Este ensayo se ha enfrentado a un Acta para la Libertad de Información en un juicio, tras la demanda de uno de los pacientes que participaron en él. Tras años de litigio, el juez resolvió a favor de los pacientes (que no estaban de acuerdo con los resultados y denunciaban daños que se hacían patentes en una serie de encuestas) los datos brutos del ensayo fueron puestos a disposición pública, dando lugar a unos resultados muy inferiores a los que los autores del ensayo habían comunicado en sus conclusiones.
Acerca de esta polémica el Coordinador Académico del Máster en Salud Pública y Periodismo de la Universidad de Berkeley, David Tuller, ha escrito una serie de artículos denunciando los aspectos fraudulentos del ensayo PACE y los fallos en su metodología científica, que se hacían patentes incluso antes de la resolución del juicio.
Éste es el principal de una larga lista de críticas bien fundadas por parte de Tuller al ensayo y otros proyectos similares de sus autores: TRIAL BY ERROR: The Troubling Case of the PACE Chronic Fatigue Syndrome Study
Los fallos en la metodología no sólo fueron identificados por Tuller, y el inflado de las cifras pudieron ser fácilmente predichos desde algunas páginas que denunciaban al PACE trial como ejemplo de mal diseño de un ensayo científico, como fue el caso de Stats.org: PACE: The research that sparked a patient rebellion and challenged medicine
Uno de los aspectos más graves en el fallo metodológico que ambos análisis denunciaron fue el cambio de los criterios de mejoría mientras se realizaba el ensayo. Sólo con este cambio algunos enfermos que al entrar se consideraban enfermos, pasaban a ser considerados en la nueva escala como recuperados, pues los criterios de evaluación de su funcionalidad se hicieron mucho más laxos y así se expresaba en los resultados, sin avisar del cambio de criterio.
En la actualidad y con los datos que los autores del ensayo PACE fueron obligados a aportar (tras una inversión de 250.000 libras de dinero público en su defensa legal ante el acto de libertad de información) se ha publicado un re-análisis en diciembre de 2016 demostrando lo que parecía ser evidente, una inflación enorme de los resultados positivos para los tratamientos de Ejercicio Gradual y Terapia Cognitivo-Conductual: Can patients with chronic fatigue syndrome really recover after graded exercise or cognitive behavioural therapy? A critical commentary and preliminary re-analysis of the PACE trial
Y como refiere el artículo publicado el 10 de enero de 2017 en el Journal of Neurology and Neurobiology Sci Forschen, en el que el autor concluye contundentemente: “El análisis de los datos individuales de los participantes en el PACE Trial ha demostrados que la TCC y el Ejercicio Gradual son ineficaces y (potencialmente) dañinos, lo que invalida la asunción del modelo biopsicosocial, que está basado en opiniones. En consecuencia, la TCC y el Ejercicio Gradual no deberían ser utilizados como tratamientos (preceptivos) para el SFC/EM. Esto evitará el sufrimiento innecesario infligido a los pacientes por parte de sus médicos, que es el peor de todos los daños, como concluye Spence, y que es totalmente evitable.”
El equipo del Vall d’Hebron del Doctor José Alegre publicaba este metaanálisis sobre la eficacia de los tratamientos ofrecidos a pacientes de SFC/EM en el que concluía que ni el Ejercicio Gradual ni la Terapia Cognitivo-conductual son terapias con validez probada.Treatment and management of Chronic Fatigue Syndrome/Myalgic Encephalomyelitis: all roads lead to Rome

## Alimentación
Aunque son necesarias más investigaciones, actualmente las conclusiones de varios estudios[¿cuál?] apuntan a que la dieta juega un papel importante en el desarrollo de los síntomas del SFC, contrariamente a conclusiones de años anteriores.

#### Antioxidantes
Las recientes evidencias de la existencia de algún grado de estrés oxidativo en los pacientes con SFC sugieren que varios antioxidantes podrían ejercer un efecto beneficioso. En esta línea, la suplementación con los antioxidantes glutatión, N-acetilcisteína, α-ácido lipoico, proantocianidinas oligoméricas, Ginkgo biloba y Vaccinium myrtillus se muestra prometedora, si bien son necesarios estudios clínicos para demostrar su eficacia pacientes con SFC.

#### Intolerancias alimentarias
La intolerancia a los alimentos parece estar implicada en el desarrollo de los síntomas del SFC, si bien la información sigue siendo limitada. Las intolerancias alimentarias son procesos diferentes de las alergias alimentarias (mediadas por anticuerpos del tipo IgE), en los cuales la respuesta inflamatoria no es ni inmediata ni tan extrema como en la alergia alimentaria clásica, lo que hace muy difícil al paciente identificar los alimentos causantes.
En 2001, se presentó un estudio en el que se mostraba que el 54 % de una muestra de pacientes con SFC había intentado modificaciones dietéticas no especificadas, de los cuales el 73 % obtuvo efectos beneficiosos en la reducción de la fatiga. Permanece sin aclarar si estas mejoras eran debidas al aumento de la ingesta de antioxidantes en la dieta o a la eliminación de ciertos alimentos.
Una investigación publicada en The Lancet sugiere que la modificación de la dieta mediante la eliminación de alimentos que provocan intolerancias puede reducir la liberación de citocinas inflamatorias. Los investigadores demostraron que las personas con intolerancias alimentarias tenían niveles significativamente elevados de las citocinas inflamatorias interleucina-4, interferón gamma (IFN-γ) y factor de necrosis tumoral alfa (TNF-α) tras la administración de productos lácteos y trigo. Los autores señalaron que esta elevación de citocinas puede ser la responsable de la aparición de los síntomas experimentados por los pacientes, tales como dolor de cabeza, mialgias (dolores musculares), dolor en las articulaciones y trastornos digestivos, y niegan la relación con patologías neuropsiquiáticas.
Estos resultados desmontan estudios previos, en los que se habían hecho suposiciones falsas con respecto a la relación entre la intolerancia a los alimentos y el SFC, en los cuales sin realizar pruebas de eliminación y exposición a alimentos ni evaluar la presencia de marcadores inflamatorios, se concluyó que los pacientes con fatiga crónica que notaban intolerancias alimentarias simplemente manifestaban rasgos de somatización.
Teniendo en cuenta que el SFC es un trastorno por exclusión y que se ha documentado la mejoría de los síntomas con la eliminación del trigo de la dieta, todos los pacientes deben ser evaluados sobre la presencia de una enfermedad celíaca (EC) no diagnosticada. La EC es una enfermedad subdiagnosticada en la población general, que cursa frecuentemente con anticuerpos negativos, únicamente con enteropatía leve y sin ningún síntoma digestivo. Las afectaciones neurológicas y las dificultades cognitivas pueden ser sus primeras o únicas manifestaciones.

### Terapias alternativas o complementarias
La evidencia sobre la eficacia de las terapias alternativas o complementarias, tales como la homeopatía, la acupuntura y la fitoterapia, es insuficiente.